# Listă de convenții SF
Convențiile SF sunt întâlniri ale fanilor genului. Din punct de vedere istoric, aceste convenții s-au concentrat în primul rând pe literatură, însă multe dintre ele s-au extins și la alte căi de exprimare, cum ar fi filme, televiziune, benzi desenate, animații și jocuri.
Aceasta este o Listă de convenții science fiction:
| Convenție                                 | Oraș                          | Regiune                   | Țara           | Tip                   | Website                                            | Ultima sau următoarea dată programată |
| ----------------------------------------- | ----------------------------- | ------------------------- | -------------- | --------------------- | -------------------------------------------------- | ------------------------------------- |
| Åcon                                      | Mariehamn                     | Åland                     | Finlanda       | Literatură SF/Fantasy |                                                    | 2010-05-13                            |
| Ad Astra                                  | Toronto                       | Ontario                   | Canada         | General               |                                                    | 2011-04-08                            |
| Adventure Con                             | Pigeon Forge                  | Tennessee                 | Statele Unite  | General               | Arhivat în 12 decembrie 2010, la Wayback Machine.  | 2010-05-28                            |
| AggieCon                                  | College Station               | Texas                     | Statele Unite  | General               |                                                    | 2011-03-25                            |
| Albacon                                   | Albany                        | New York                  | Statele Unite  | SF/F                  |                                                    | 2010-10-08                            |
| ApolloCon                                 | Houston                       | Texas                     | Statele Unite  | General               |                                                    | 2011-06-24                            |
| Arcana                                    | St. Paul                      | Minnesota                 | Statele Unite  | Dark Fantasy          |                                                    | 2010-10-15                            |
| Archon                                    | St. Louis                     | Missouri                  | Statele Unite  | General               |                                                    | 2010-10-01                            |
| Arisia                                    | Boston                        | Massachusetts             | Statele Unite  | General               |                                                    | 2011-01-14                            |
| ArmadilloCon                              | Austin                        | Texas                     | Statele Unite  | SF LIT                |                                                    | 2011-08-26                            |
| Armageddon Expo                           |                               |                           | Noua Zeelandă  | General               | Arhivat în 30 ianuarie 2012, la Wayback Machine.   | 2010-10-23                            |
| BabelCon                                  | Baton Rouge                   | Louisiana                 | Statele Unite  | General               |                                                    | 2011-03-25                            |
| Balticon                                  | Baltimore                     | Maryland                  | Statele Unite  | General               |                                                    | 2011-05-27                            |
| BayCon                                    | Santa Clara                   | California                | Statele Unite  | SF/F                  |                                                    | 2011-05-27                            |
| Boskone                                   | Boston                        | Massachusetts             | Statele Unite  | General               |                                                    | 2011-02-18                            |
| BotCon                                    | Pasadena                      | California                | Statele Unite  | Transformers          |                                                    | 2011-06-02                            |
| Bubonicon                                 | Albuquerque                   | New Mexico                | Statele Unite  | SF/F                  |                                                    | 2011-08-26                            |
| Capclave                                  | Washington                    | DC                        | Statele Unite  | General               |                                                    | 2010-10-22                            |
| CAN-CON                                   | Ottawa                        | Ontario                   | Canada         | SF LIT                |                                                    | 2010-08-20                            |
| Capricon                                  | Wheeling                      | Illinois                  | Statele Unite  | General               |                                                    | 2011-02-10                            |
| Chattacon                                 | Chattanooga                   | Tennessee                 | Statele Unite  | General               |                                                    | 2011-01-21                            |
| CoastCon                                  | Biloxi                        | Mississippi               | Statele Unite  | General               |                                                    | 2011-03-11                            |
| Comic-Con International                   | San Diego                     | California                | Statele Unite  | General               |                                                    | 2011-07-21                            |
| Con†Stellation                            | Huntsville                    | Alabama                   | Statele Unite  | General               |                                                    | 2011-09-16                            |
| ConCarolinas                              | Charlotte                     | North Carolina            | Statele Unite  | SF/F                  |                                                    | 2011-06-03                            |
| ConClave                                  | Romulus                       | Michigan                  | Statele Unite  | SF/F                  |                                                    | 2010-10-08                            |
| ConDFW                                    | Richardson                    | Texas                     | Statele Unite  | SF LIT                | Arhivat în 1 ianuarie 2011, la Wayback Machine.    | 2011-02-18                            |
| ConDor                                    | San Diego                     | California                | Statele Unite  | General               |                                                    | 2011-02-25                            |
| CONduit                                   | Salt Lake City                | Utah                      | Statele Unite  | General/Lit           |                                                    | 2011-05-27                            |
| Conestoga                                 | Tulsa                         | Oklahoma                  | Statele Unite  | SF/F                  |                                                    | 2011-04-29                            |
| Confluence                                | Pittsburgh                    | Pennsylvania              | Statele Unite  | General               |                                                    | 2010-07-23                            |
| ConFusion                                 | Ann Arbor                     | Michigan                  | Statele Unite  | General               | Arhivat în 16 septembrie 2008, la Wayback Machine. | 2011-01-21                            |
| ConGlomeration                            | Louisville                    | Kentucky                  | Statele Unite  | General               | Arhivat în 21 iulie 2011, la Wayback Machine.      | 2011-04-22                            |
| ConQuesT                                  | Kansas City                   | Missouri                  | Statele Unite  | General               |                                                    | 2011-05-27                            |
| CONvergence                               | Bloomington                   | Minnesota                 | Statele Unite  | General               |                                                    | 2011-06-30                            |
| Con-Version                               | Calgary                       | Alberta                   | Canada         | General               |                                                    | 2010-10-15                            |
| DemiCon                                   | Des Moines                    | Iowa                      | Statele Unite  | General               |                                                    | 2011-04-29                            |
| Dimension Jump (Red Dwarf UK)             | Peterborough                  | Anglia                    | UK             | Red Dwarf             |                                                    | 2010-07-23                            |
| Disclave                                  | Washington                    | DC                        | Statele Unite  | SF/F                  |                                                    | 1997-05-23                            |
| Diversicon                                | Saint Paul                    | Minnesota                 | Statele Unite  | SF/F                  |                                                    | 2011-07-29                            |
| Dragoncon                                 | Atlanta                       | Georgia                   | Statele Unite  | General               |                                                    | 2011-09-02                            |
| DucKon                                    | Naperville                    | Illinois                  | Statele Unite  | General               | Arhivat în 25 noiembrie 2010, la Wayback Machine.  | 2011-06-17                            |
| Eastercon                                 | Bradford                      | England                   | Marea britanie | General               |                                                    | 2011-04-22                            |
| EerieCon                                  | Niagara Falls                 | New York                  | Statele Unite  | SF/F/Horror           | Arhivat în 14 noiembrie 2010, la Wayback Machine.  | 2011-04-29                            |
| Eurocon                                   | Diferite                      |                           | Diferite       | SF/F                  | Arhivat în 23 iunie 2022, la Wayback Machine.      | 2012-04-26                            |
| F.A.C.T.S.                                | Gent                          | East Flanders             | Belgia         | General               | Arhivat în 22 mai 2011, la Wayback Machine.        | 2010-10-23                            |
| FedCon                                    | Bonn                          | Renania de Nord-Westfalia | Germania       | General               |                                                    | 2011-04-28                            |
| FenCon                                    | Dallas                        | Texas                     | Statele Unite  | General               |                                                    | 2011-09-23                            |
| Festival fantazie                         | Chotěboř                      |                           | Republica Cehă | General               | Arhivat în 30 decembrie 2010, la Wayback Machine.  | 2010-07-01                            |
| Festival of Fantastic Films (UK)          | Manchester                    | Anglia                    | Marea Britanie | SF/F                  |                                                    | 2010-10-15                            |
| Finncon                                   | Diferite                      |                           | Finlanda       | General               |                                                    | 2012-07-20                            |
| Gallifrey One                             | Los Angeles                   | California                | Statele Unite  | Doctor Who            |                                                    | 2011-02-18                            |
| Gatecon                                   | Vancouver                     | British Columbia          | Canada         | Stargate              | Arhivat în 2 octombrie 2021, la Wayback Machine.   | 2010-07-08                            |
| Gaylaxicon                                | Diferite                      | Diferite                  | Statele Unite  | General               | Arhivat în 19 iulie 2011, la Wayback Machine.      | 2011-04-29                            |
| Geek.Kon                                  | Madison                       | Wisconsin                 | Statele Unite  | General               |                                                    | 2011-08-09                            |
| G-Fest                                    | Rosemont                      | Illinois                  | Statele Unite  | Japanese Monsters     |                                                    | 2011-07-15                            |
| Hal-Con                                   | Halifax Regional Municipality | Halifax, Nova Scotia      | Canada         | General               |                                                    | 2010-10-29                            |
| Hypericon                                 | Nashville                     | Tennessee                 | Statele Unite  | General               | Arhivat în 11 mai 2011, la Wayback Machine.        | 2010-06-04                            |
| ICON 35                                   | Cedar Rapids                  | Iowa                      | Statele Unite  | SF/F                  |                                                    | 2010-11-05                            |
| ICON festival                             | Tel Aviv                      |                           | Israel         | SF/F                  |                                                    | 2010-09-26                            |
| ICON TLV festival                         | Tel Aviv                      |                           | Israel         | SF/F                  |                                                    | 2010-10-25                            |
| I-CON                                     | Stony Brook                   | New York                  | Statele Unite  | General               |                                                    | 2011-04-15                            |
| InConJunction                             | Indianapolis                  | Indiana                   | Statele Unite  | SF/F                  |                                                    | 2010-07-02                            |
| Itzacon                                   | Richardson                    | Texas                     | Statele Unite  | SF/F                  | Arhivat în 9 decembrie 2010, la Wayback Machine.   | 2004-11-13                            |
| Lazy Dragon Con                           | McKinney                      | Texas                     | Statele Unite  | General               |                                                    | 2008-07-18                            |
| LepreCon                                  | Phoenix                       | Arizona                   | Statele Unite  | SF/F                  |                                                    | 2011-05-06                            |
| Life, the Universe, & Everything          | Provo                         | Utah                      | Statele Unite  | Academic              |                                                    | 2011-02-10                            |
| Linucon                                   | Austin                        | Texas                     | Statele Unite  | General               |                                                    | 2005-09-30                            |
| Loscon                                    | Los Angeles                   | California                | Statele Unite  | General               |                                                    | 2010-11-26                            |
| Lunacon                                   | Rye Brook                     | New York                  | Statele Unite  | General               | Arhivat în 24 ianuarie 2021, la Wayback Machine.   | 2011-03-18                            |
| Marcon                                    | Columbus                      | Ohio                      | Statele Unite  | General               |                                                    | 2011-05-27                            |
| MarsCon                                   | Bloomington                   | Minnesota                 | Statele Unite  | General               |                                                    | 2011-03-04                            |
| MarsCon                                   | Williamsburg                  | Virginia                  | Statele Unite  | General               |                                                    | 2011-01-14                            |
| Mecon                                     | Belfast                       | Irlanda de Nord           | UK             | SF/F                  | Arhivat în 8 iulie 2011, la Wayback Machine.       | 2008-08-29                            |
| MediaWest*Con                             | Lansing                       | Michigan                  | Statele Unite  | SF/F                  |                                                    | 2011-05-27                            |
| MegaCon                                   | Orlando                       | Florida                   | Statele Unite  | General               |                                                    | 2011-03-25                            |
| Memorabilia (event)                       | Birmingham                    | England                   | UK             | General               | Arhivat în 2 februarie 2011, la Wayback Machine.   | 2010-11-20                            |
| Microcon                                  | Exeter                        | England                   | UK             | SF/F                  | Arhivat în 16 februarie 2011, la Wayback Machine.  | 2011-03-05                            |
| MidSouthCon                               | Memphis                       | Tennessee                 | Statele Unite  | General               |                                                    | 2011-03-25                            |
| Midwestcon                                | Cincinnati                    | Ohio                      | Statele Unite  | Relaxacon             |                                                    | 2009-06-25                            |
| MileHiCon                                 | Denver                        | Colorado                  | Statele Unite  | SF/F                  |                                                    | 2010-10-22                            |
| Minicon                                   | Minneapolis                   | Minnesota                 | Statele Unite  | General               |                                                    | 2011-04-22                            |
| MOBICON                                   | Mobile                        | Alabama                   | Statele Unite  | General               | Arhivat în 3 martie 2005, la Wayback Machine.      | 2010-05-14                            |
| MomoCon                                   | Atlanta                       | Georgia                   | Statele Unite  | General               |                                                    | 2010-03-20                            |
| NZ NatCon                                 | Auckland                      |                           | Noua Zeelandă  | General               |                                                    | 2011-06-03                            |
| Nihon SF Taikai                           | Diferite                      | Japonia                   | Japonia        | General               |                                                    | 2010-08-07                            |
| North American Science Fiction Convention | Diferite                      | Diferite                  | Statele Unite  | General               |                                                    | none scheduled                        |
| Norwescon                                 | Seattle                       | Washington                | Statele Unite  | General               |                                                    | 2011-04-21                            |
| Novacon                                   | Bentley                       | England                   | UK             | General               |                                                    | 2010-11-12                            |
| Octocon                                   | Dublin                        |                           | Irlanda        | General               |                                                    | 2010-10-16                            |
| Ohio Valley Filk Fest                     | Dublin                        | Ohio                      | Statele Unite  | Filk music            |                                                    | 2010-10-22                            |
| OryCon                                    | Portland                      | Oregon                    | Statele Unite  | General               |                                                    | 2010-11-12                            |
| Penguicon                                 | Troy                          | Michigan                  | Statele Unite  | General               |                                                    | 2011-04-29                            |
| Philcon                                   | Philadelphia                  | Pennsylvania              | Statele Unite  | General               |                                                    | 2010-11-18                            |
| Polaris                                   | Toronto                       | Ontario                   | Canada         | General               | Arhivat în 26 mai 2012, la Wayback Machine.        | 2011-07-15                            |
| Polcon                                    |                               |                           | Polonia        | General               | Arhivat în 17 februarie 2020, la Wayback Machine.  | 2011-08-25                            |
| RadCon                                    | Pasco                         | Washington                | Statele Unite  | General               |                                                    | 2011-02-18                            |
| RavenCon                                  | Richmond                      | Virginia                  | Statele Unite  | General               | Arhivat în 2 octombrie 2021, la Wayback Machine.   | 2011-04-08                            |
| Readercon                                 | Boston                        | Massachusetts             | Statele Unite  | SF LIT                | Arhivat în 30 aprilie 2011, la Wayback Machine.    | 2011-07-14                            |
| Romcon                                    |                               |                           | România        | General               | Arhivat în 9 februarie 2019, la Wayback Machine.   |                                       |
| Sci-Fi on the Rock                        | St. John's                    | Newfoundland and Labrador | Canada         | SF/F/H                |                                                    | 2011-04-16                            |
| SFContario                                | Toronto                       | Ontario                   | Canada         | General               | Arhivat în 2 octombrie 2021, la Wayback Machine.   | 2010-11-19                            |
| SFeraKon                                  | Zagreb                        |                           | Croația        | SF/F                  |                                                    | 2010-04-23                            |
| ShadowCon                                 | Memphis                       | Tennessee                 | Statele Unite  | SCA                   | Arhivat în 2 octombrie 2021, la Wayback Machine.   | 2011-01-07                            |
| Soonercon                                 | Oklahoma City                 | Oklahoma                  | Statele Unite  | General               |                                                    | 2011-06-03                            |
| SpoCon                                    | Spokane                       | Washington                | Statele Unite  | General               |                                                    | 2011-08-05                            |
| Star Wars Celebration                     | Orlando                       | Florida                   | Statele Unite  | Star Wars             |                                                    | 2010-08-12                            |
| Starbase Indy                             | Indianapolis                  | Indiana                   | Statele Unite  | Star Trek             |                                                    | 2010-11-26                            |
| Starfest                                  | Denver                        | Colorado                  | Statele Unite  | SF/F/H                | Arhivat în 6 ianuarie 2011, la Wayback Machine.    | 2011-04-15                            |
| STARFLEET International Conference        | Pocono Manor                  | Pennsylvania              | Statele Unite  | Star Trek             |                                                    | 2011-08-11                            |
| Stellarcon                                | High Point                    | North Carolina            | Statele Unite  | SF/F                  | Arhivat în 17 decembrie 2010, la Wayback Machine.  | 2011-03-04                            |
| SwanCon                                   | Perth                         | Western Australia         | Australia      | SF/F                  |                                                    | 2011-04-21                            |
| Swecon                                    | Diferite                      |                           | Suedia         | SF/F                  |                                                    | 2012-10-05                            |
| TimeGate                                  | Perimeter-Dunwoody            | Georgia                   | Statele Unite  | Doctor Who            |                                                    | 2011-05-27                            |
| TrekTrax Atlanta                          | Atlanta                       | Georgia                   | Statele Unite  | Star Trek             |                                                    | 2011-02-18                            |
| Trinoc*coN                                | Durham                        | North Carolina            | Statele Unite  | General               |                                                    | 2009-07-03                            |
| TusCon                                    | Tucson                        | Arizona                   | Statele Unite  | SF/F/H                | Arhivat în 19 decembrie 2010, la Wayback Machine.  | 2010-11-12                            |
| UnCommonCon                               | Dallas                        | Texas                     | Statele Unite  | SF/F                  |                                                    | 2000-11-24                            |
| Unicon                                    |                               |                           | Marea Britanie | General               | Arhivat în 25 octombrie 2009, la Wayback Machine.  | 2009-07-31                            |
| Unicon                                    |                               | Maryland                  | Statele Unite  | General               |                                                    | 1989-07-16                            |
| VCON                                      | Surrey                        | British Columbia          | Canada         | SF/F                  |                                                    | 2010-10-01                            |
| Vericon                                   | Cambridge                     | Massachusetts             | Statele Unite  | General               |                                                    | 2011-03-18                            |
| Visions                                   | Rosemont                      | Illinois                  | Statele Unite  | Doctor Who            |                                                    | 1998-11-29                            |
| Vulkon Orlando                            | Orlando                       | Florida                   | Statele Unite  | General               |                                                    | 2008-10-30                            |
| Westercon                                 | San Jose                      | California                | Statele Unite  | SF/F                  |                                                    | 2011-07-01                            |
| WillyCon                                  | Wayne                         | Nebraska                  | Statele Unite  | General               | Arhivat în 2 octombrie 2021, la Wayback Machine.   | 2011-04-01                            |
| Windycon                                  | Lombard                       | Illinois                  | Statele Unite  | General               |                                                    | 2010-11-12                            |
| WisCon                                    | Madison                       | Wisconsin                 | Statele Unite  | General               |                                                    | 2011-05-26                            |
| Wizard World                              | Diferite                      | Diferite                  | Statele Unite  | General               |                                                    | 2010-10-01                            |
| WonderCon                                 | San Francisco                 | California                | Statele Unite  | SF/F                  | Arhivat în 2 ianuarie 2011, la Wayback Machine.    | 2011-04-01                            |
| World Fantasy Convention                  | Columbus                      | Ohio                      | Statele Unite  | Fantasy               |                                                    | 2010-10-28                            |
| Worldcon                                  | Diferite                      |                           | Diferite       | SF/General            |                                                    | 2011-08-17                            |